# Zębiełek stokowy
Zębiełek stokowy (Crocidura elgonius) – gatunek owadożernego ssaka z rodziny ryjówkowatych. Występuje w zachodniej Kenii i północno-wschodniej Tanzanii. Obecność w Ugandzie jest niepewna. Zamieszkuje górskie, wilgotne lasy równikowe do wysokości 1000 m n.p.m. Preferuje wszystkie typy roślinności. Niewielki ssak o długości ciała 50-60 mm, ogona 35-45 mm. Osiąga masę ciała wynoszącą 3-10 g. Sierść o krótkich włosach, na grzbiecie brązowa na spodzie jaśniejsza. Długi ogon stanowiący 55% długości ciała, w 2/3 owłosiony. W Czerwonej księdze gatunków zagrożonych Międzynarodowej Unii Ochrony Przyrody i Jej Zasobów został zaliczony do kategorii LC (niższego ryzyka).